# Ambatosoratra
Ambatosoratra is een plaats en gemeente in Madagaskar, gelegen in de regio Alaotra-Mangoro in in het district Ambatondrazaka. Aan de hand van een volkstelling werd het inwonersaantal in 2001 geschat op ongeveer 20.000. 

## Geschiedenis
Tot 1 oktober 2009 lag Ambatosoratra in de provincie Toamasina. Deze werd echter opgeheven en vervangen door de regio Alaotra-Mangoro. Tijdens deze wijziging werden alle autonome provincies opgeheven en vervangen door de in totaal 22 regio's van Madagaskar.

## Infrastructuur
Naast het basisonderwijs biedt de stad zowel middelbaar als hoger onderwijs aan. 

## Economie
Landbouw en veeteelt bieden werkgelegenheid aan respectievelijk 42% en 15% van de beroepsbevolking. De belangrijkste gewassen in Ambatosoratra zijn rijst en uien, terwijl andere belangrijke producten bonen, tomaten, cassave en zoete aardappelen zijn. In de industriële sector en de dienstensector werkt respectievelijk 1% en 17% van de bevolking. Daarnaast werkt 25% van de beroepsbevolking in de 
visserij.